# 금정산 금샘
금정산 금샘(金井山 金井)은 부산광역시 금정구 청룡동, 금정산 계명암에 있는 바위샘이다. 2013년 9월 25일 부산광역시의 기념물 제62호로 지정되었다.

## 현지 안내문
금정산성 북문에서 고당봉 쪽으로 300 여m쯤 오르다보면 고당샘이 나오고, 이곳에서 다시 오른쪽으로 100여m쯤 내려가면 바위군 맨 끝에 우뚝 솟은 바위 정수리에 언제나 금빛 물이 고여 있다는 금샘이 있다. 금샘의 유래에 대해서는 1432년에 편찬된『세종실록지리지』「경상도」<동래현조>와 1481년에 편찬된『동국여지승람』「동래현」<산천조>에 기록되어 있다.
금샘 주위에는 낙동강에서 올라온 안개가 낮에 햇빛의 열기로 데워지고, 데워진 바위가 밤이 되면 주변 수분을 빨아들이는 작용으로 샘물이 차게 된다고 한다. 지금도 10월의 해 질 무렵에 금샘을 보면 물 안에 물고기 형상의 홈이 파여 있어 석양과 단풍빛이 반사되어 금빛 물로 변화하고, 바람에 파장이 일렁이면 마치 금빛 물고기가 헤엄치며 노니는 것 같이 보인다.
금샘은 샘 둘레의 곡선미, 물결의 금빛 파장과 함께 사방이 확 트인 아름답고 장엄한 풍광을 가진 곳이며, 부산의 진산이자 제일 명산인 금정산의 이름이자 범어사 창건 설화와 절 이름의 탄생 배경을 간직하고 있는 명소로, 많은 전설과 역사를 간직한채 신비한 모습으로 오랜 세월을 담아 왔다 지금도 범어사에는 금샘의 물이 마르면 큰 재앙이 온다고 전해져 내려오고 있다.
백악기 말인 8천만 년 전부터 형성된 화강암체가 오랜 세월 동안의 풍화과정과 기후변화를 거치면서 만들어진 금샘은 그 자체로서도 학술적 가치가 뛰어나며, 주변에 널리 분포하는 토르와 암괴류가 이 일대에 자생하는 등나무군락지 등과 조화를 이루며 절경을 자아내고 있어 경관적 가치도 매우 뛰어난 곳이다.

## 참고 문헌
- 이 문서에는 다음커뮤니케이션(현 카카오)에서 GFDL 또는 CC-SA 라이선스로 배포한 글로벌 세계대백과사전의 "《금샘》" 항목을 기초로 작성된 글이 포함되어 있습니다.

## 참고 자료
- 금정산 금샘 - 국가유산청 국가유산포털